# Carlos Urzaiz Jiménez
Carlos Urzaiz Jiménez (Mérida, 29 de diciembre de 1918 - Ibídem, 1999) fue un médico cirujano, maestro, conferencista y escritor mexicano Estudió en la Universidad Autónoma de Yucatán y se desempeñó como director de la Facultad de Medicina. Su padre fue el médico y escritor cubano Eduardo Urzaiz Rodríguez.

## Obras
Sus publicaciones son trabajos científicos y literarios de prosa ligera. Entre sus obras más destacadas se encuentran:
- Crónicas de un estudiante de medicina (1959)
- Vida de médico (1965)
- La Cucaña (1971)
- Mi abuelo el Diablo
- El último representante de la Casta divina (1989)
- La operación cesárea en Yucatán
- Pague ahora, viaje después
- Desarrollo de las ciencias médicas e investigación
- Eutanasia y otros ensayos para médicos[2]

## Premios
En 1980 recibió la Medalla Yucatán y en 1990 recibió la Medalla Eligio Ancona, premio que es otorgado por el gobierno del estado de Yucatán a los hombres y mujeres, que destacan en los ámbitos de la ciencia, cultura o las artes.